# Dalcour

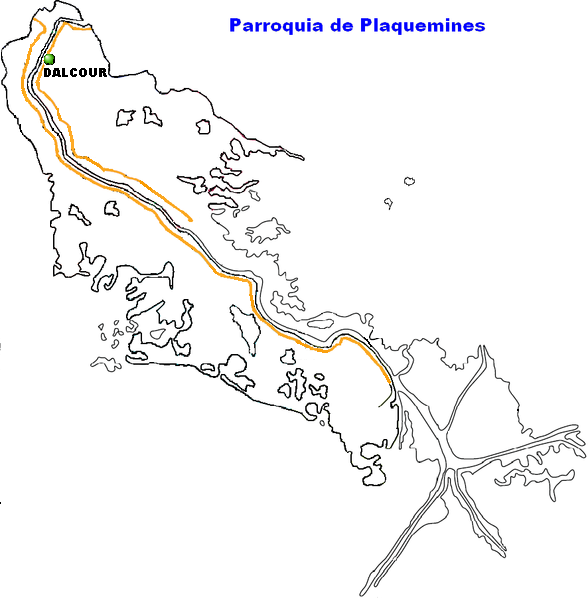
Localización de Dalcour en el mapa de la Parroquia de Plaquemines.

Dalcour es una pequeña comunidad ubicada sobre el delta del Misisipi, dentro de la parroquia de Plaquemines, en el estado de Luisiana, Estados Unidos.

## Geografía

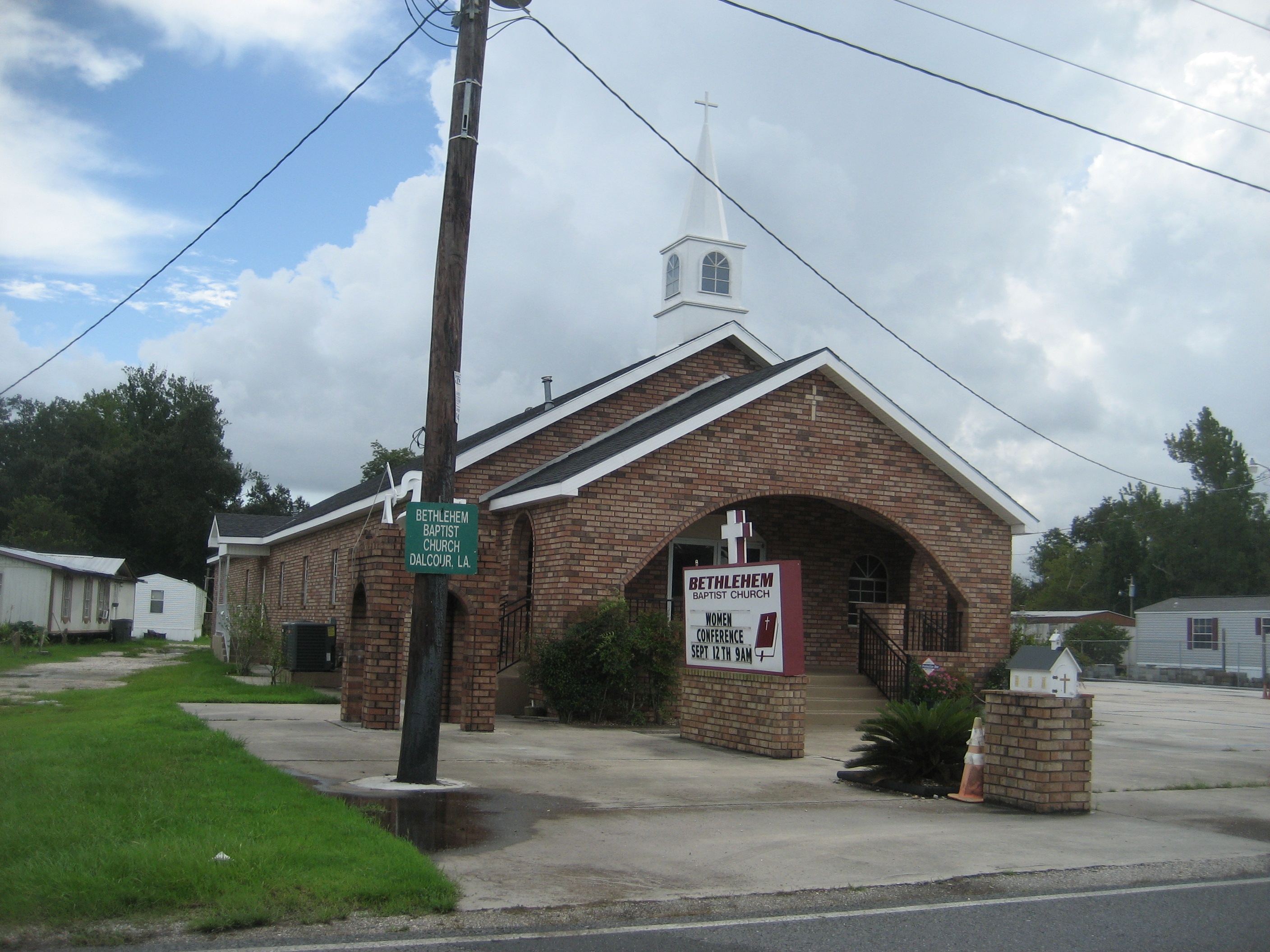
Iglesia localizada en Dalcour.

La localidad de Dalcour se localiza en 29°48′26″N 90°00′00″O / 29.80722, -90.00000. Esta comunidad posee sólo dos metros de elevación sobre el nivel del mar, convirtiéndola una zona proclive a las inundaciones. Su población se compone de menos de doscientos habitantes. Esta comunidad se localiza a diecinueve kilómetros de Nueva Orleans la principal ciudad de todo el estado, y a 516 kilómetros del aeropuerto internacional más cercano, el (IAH) Houston George Bush Intercontinental Airport.

## Personajes destacados oriundos de Dalcour
- Leander Perez, político miembro del Partido Demócrata de los Estados Unidos, gobernante de la Parroquia de Plaquemines.